# Calcul de Schubert
En mathématiques, et plus précisément en géométrie algébrique, le calcul de Schubert est une technique introduite à la fin du XIXe siècle par Hermann Schubert pour résoudre des problèmes de dénombrement en géométrie projective. C'est un précurseur de plusieurs théories plus modernes, comme celle des classes caractéristiques, et ses aspects algorithmiques font toujours l'objet de recherches ; la systématisation et la justification de ce calcul est l'objet du quinzième problème de Hilbert.

## Construction
Une construction moderne du calcul de Schubert associe à la grassmannienne {\displaystyle G(k,V)} (la variété algébrique des sous-espaces vectoriels de dimension k d'un espace vectoriel V de dimension n, appelés k-plans dans la suite de cet article) son anneau de Chow (en), et décrit ce dernier par un ensemble de générateurs ayant une signification géométrique. Pour un drapeau complet {\displaystyle {\mathcal {V}}=(V_{1},V_{2},\dots ,V_{n})} avec {\displaystyle 0\subset V_{1}\subset \cdots \subset V_{n-1}\subset V_{n}=V} et un {\displaystyle k}-uple d'entiers {\displaystyle \mathbf {a} =(a_{1},\ldots ,a_{k})} avec{\displaystyle n-k\geq a_{1}\geq a_{2}\geq \cdots \geq a_{k}\geq 0}, on définit l'ensemble des cycles de Schubert (appelés également cellules de Schubert lorsqu'on s'intéresse à l'homologie cellulaire plutôt qu'à l'anneau de Chow) {\displaystyle \Sigma _{\mathbf {a} }({\mathcal {V}})\subset G(k,V)} par :
{\displaystyle \Sigma _{\mathbf {a} }({\mathcal {V}})=\{\Lambda \in G(k,V):\dim(V_{n-k+i-a_{i}}\cap \Lambda )\geq i{\text{ pour tout }}i\geq 1\}}
Les classes {\displaystyle [\Sigma _{\mathbb {a} }({\mathcal {V}})]\in A^{*}(G(k,V))} ne dépendant pas du drapeau, on peut les écrire {\displaystyle \sigma _{\mathbb {a} }:=[\Sigma _{\mathbb {a} }]\in A^{*}(G(k,V))} ; on les appelle les classes de Schubert. On démontre que ces classes engendrent l'anneau de Chow, et, dans cette présentation, c'est la théorie de l'intersection associée qu'on appelle le calcul de Schubert. Pour une suite donnée {\displaystyle \mathbb {a} =(a_{1},\ldots ,a_{j},0,\ldots ,0)}, la classe de Schubert {\displaystyle \sigma _{(a_{1},\ldots ,a_{j},0,\ldots ,0)}} est simplement notée {\displaystyle \sigma _{(a_{1},\ldots ,a_{j})}} (ou même {\displaystyle \sigma _{a_{1},\ldots ,a_{j}}}). Les classes correspondant à un seul entier,  {\displaystyle \sigma _{a_{1}}},  sont appelées des classes spéciales. La formule de Giambeli ci-dessous montre que toutes les classes de Schubert sont engendrées par les classes spéciales.

### Motivation de la définition
L'explication des contraintes numériques de la définition vient de ce qu'un {\displaystyle k}-plan {\displaystyle \Lambda \subset V} générique sera d'intersection nulle avec les {\displaystyle V_{i}} pour {\displaystyle i\leq n-k} et que {\displaystyle \dim(V_{n-k+i}\cap \Lambda )} vaudra {\displaystyle i} pour {\displaystyle i>n-k}, d'après la formule de Grassmann.

### Propriétés

#### Inclusion
L'ordre partiel défini sur les {\displaystyle k}-uples par {\displaystyle \mathbb {a} \geq \mathbb {b} \iff } {\displaystyle a_{i}\geq b_{i}} pour tout {\displaystyle i} définit l'inclusion des cycles de Schubert  : {\displaystyle \Sigma _{\mathbb {a} }\subset \Sigma _{\mathbb {b} }\iff \mathbb {a} \geq \mathbb {b} }.

#### Formule de la codimension
On définit la codimension d'un cycle de Schubert {\displaystyle \Sigma _{\mathbb {a} }} (ou de la classe de Schubert associée {\displaystyle \sigma _{\mathbb {a} }}) par la formule {\displaystyle {\rm {codim}}(\Sigma _{\mathbb {a} })=\sum a_{i}}, laquelle est stable pour l'inclusion des grassmanniennes, c'est-à-dire que l'application {\displaystyle i:G(k,n)\hookrightarrow G(k+1,n+1)} définie en ajoutant à chaque {\displaystyle k}-plan le vecteur supplémentaire  {\displaystyle e_{n+1}} (obtenant un {\displaystyle (k+1)}-plan) vérifie {\displaystyle {\rm {codim}}(i(\Sigma _{\mathbb {a} }))={\rm {codim}}(\Sigma _{\mathbb {a} })} (en appliquant {\displaystyle i} à chaque élément de {\displaystyle \Sigma _{\mathbb {a} }}). L'inclusion ordinaire {\displaystyle j:G(k,n)\hookrightarrow G(k,n+1)} vérifie la même propriété.

## Produit d'intersection
La loi multiplicative de l'anneau de Chow, appelée produit d'intersection (en), est une loi de composition sur les classes de Schubert. Ce produit fut d'abord construit à l'aide des formules de  Pieri et de Giambelli (en) (lesquelles sont des cas particuliers de formules analogues pour les classes de Chern, telle que la formule de Thom-Porteous (en)).

### Formule de Pieri
Le produit de la classe spéciale {\displaystyle \sigma _{b}} avec une classe de Schubert arbitraire {\displaystyle \sigma _{a_{1},\ldots ,a_{k}}}  est donné par la formule {\displaystyle \sigma _{b}\cdot \sigma _{a_{1},\ldots ,a_{k}}=\sum _{\begin{matrix}|\mathbb {c} |=|\mathbb {a} |+b\\a_{i}\leq c_{i}\leq a_{i-1}\end{matrix}}\sigma _{\mathbb {c} }} (où {\displaystyle |\mathbb {a} |=a_{1}+\cdots +a_{k}}), appelée formule de Pieri. Par exemple, {\displaystyle \sigma _{2}\cdot \sigma _{2}=\sigma _{2}^{2}=\sigma _{2,2}+\sigma _{3,1}+\sigma _{4,0}},  {\displaystyle \sigma _{1}\cdot \sigma _{4,2,1}=\sigma _{5,2,1}+\sigma _{4,3,1}+\sigma _{4,2,1,1}} et {\displaystyle \sigma _{2}\cdot \sigma _{4,3}=\sigma _{4,3,2}+\sigma _{4,4,1}+\sigma _{5,3,1}+\sigma _{5,4}+\sigma _{6,3}}.

### Formule de Giambelli
Le calcul du produit pour des classes quelconques se fait en remplaçant la classe {\displaystyle \sigma _{a_{1},\ldots ,a_{k}}} par un déterminant (formel) d'une matrice {\displaystyle k\times k} de classes spéciales :
{\displaystyle {\begin{vmatrix}\sigma _{a_{1}}&\sigma _{a_{1}+1}&\sigma _{a_{1}+2}&\cdots &\sigma _{a_{1}+k-1}\\\sigma _{a_{2}-1}&\sigma _{a_{2}}&\sigma _{a_{2}+1}&\cdots &\sigma _{a_{2}+k-2}\\\sigma _{a_{3}-2}&\sigma _{a_{3}-1}&\sigma _{a_{3}}&\cdots &\sigma _{a_{3}+k-3}\\\vdots &\vdots &\vdots &\ddots &\vdots \\\sigma _{a_{k}-k+1}&\sigma _{a_{k}-k+2}&\sigma _{a_{k}-k+3}&\cdots &\sigma _{a_{k}}\end{vmatrix}}} (formule de Giambelli). Par exemple, {\displaystyle \sigma _{2,2}} devient {\displaystyle {\begin{vmatrix}\sigma _{2}&\sigma _{3}\\\sigma _{1}&\sigma _{2}\end{vmatrix}}=\sigma _{2}^{2}-\sigma _{1}\cdot \sigma _{3}} et {\displaystyle \sigma _{2,1,1}} devient {\displaystyle {\begin{vmatrix}\sigma _{2}&\sigma _{3}&\sigma _{4}\\\sigma _{0}&\sigma _{1}&\sigma _{2}\\0&\sigma _{0}&\sigma _{1}\end{vmatrix}}}.

## Relation avec les classes de Chern
Une description simple de l'anneau de Chow (ou anneau de cohomologie) de la grassmannienne {\displaystyle G(k,n)} est possible  à l'aide des classes de Chern de deux fibrés vectoriels naturels {\displaystyle T} et {\displaystyle Q} au-dessus d'elle. On a la suite{\displaystyle 0\to T\to {\underline {V}}\to Q\to 0}, où  {\displaystyle {\underline {V}}} est le fibré trivial de rang {\displaystyle n}, la fibre de {\displaystyle T} sur {\displaystyle \Lambda \in G(k,n)} est le sous-espace {\displaystyle \Lambda \subset V}, et {\displaystyle Q} est le fibré quotient (qui existe puisque le rang est constant au-dessus de chaque fibre). Les classes de Chern correspondante sont {\displaystyle c_{i}(T)=(-1)^{i}\sigma _{(1,\ldots ,1)}} (où {\displaystyle (1,\ldots ,1)} est un {\displaystyle i}-uple) et {\displaystyle c_{i}(Q)=\sigma _{i}}. On déduit de la séquence la présentation de l'anneau de Chow comme :
{\displaystyle A^{*}(G(k,n))={\frac {\mathbb {Z} [c_{1}(T),\ldots ,c_{k}(T),c_{1}(Q),\ldots ,c_{n-k}(Q)]}{(c(T)c(Q)-1)}}}[réf. souhaitée].

## G(2,4)
Un exemple classique d'utilisation du calcul de Schubert est l'analyse de la grassmannienne {\displaystyle G(2,4)}  (qui fournit un paramétrage des droites de {\displaystyle \mathbb {P} ^{3}}), permettant d'obtenir le nombre de droites d'une surface cubique.

### Anneau de Chow
On a vu que l'anneau de Chow a la présentation
{\displaystyle A^{*}(G(2,4))={\frac {\mathbb {Z} [\sigma _{1},\sigma _{1,1},\sigma _{2}]}{(1-\sigma _{1}+\sigma _{1,1})(1+\sigma _{1}+\sigma _{2})}}} ;
en tant que groupe abélien gradué, il est donné par
{\displaystyle {\begin{aligned}A^{0}(G(2,4))&=\mathbb {Z} \cdot 1\\A^{2}(G(2,4))&=\mathbb {Z} \cdot \sigma _{1}\\A^{4}(G(2,4))&=\mathbb {Z} \cdot \sigma _{2}\oplus \mathbb {Z} \cdot \sigma _{1,1}\\A^{6}(G(2,4))&=\mathbb {Z} \cdot \sigma _{2,1}\\A^{8}(G(2,4))&=\mathbb {Z} \cdot \sigma _{2,2}\\\end{aligned}}}

### Droites sur une surface cubique

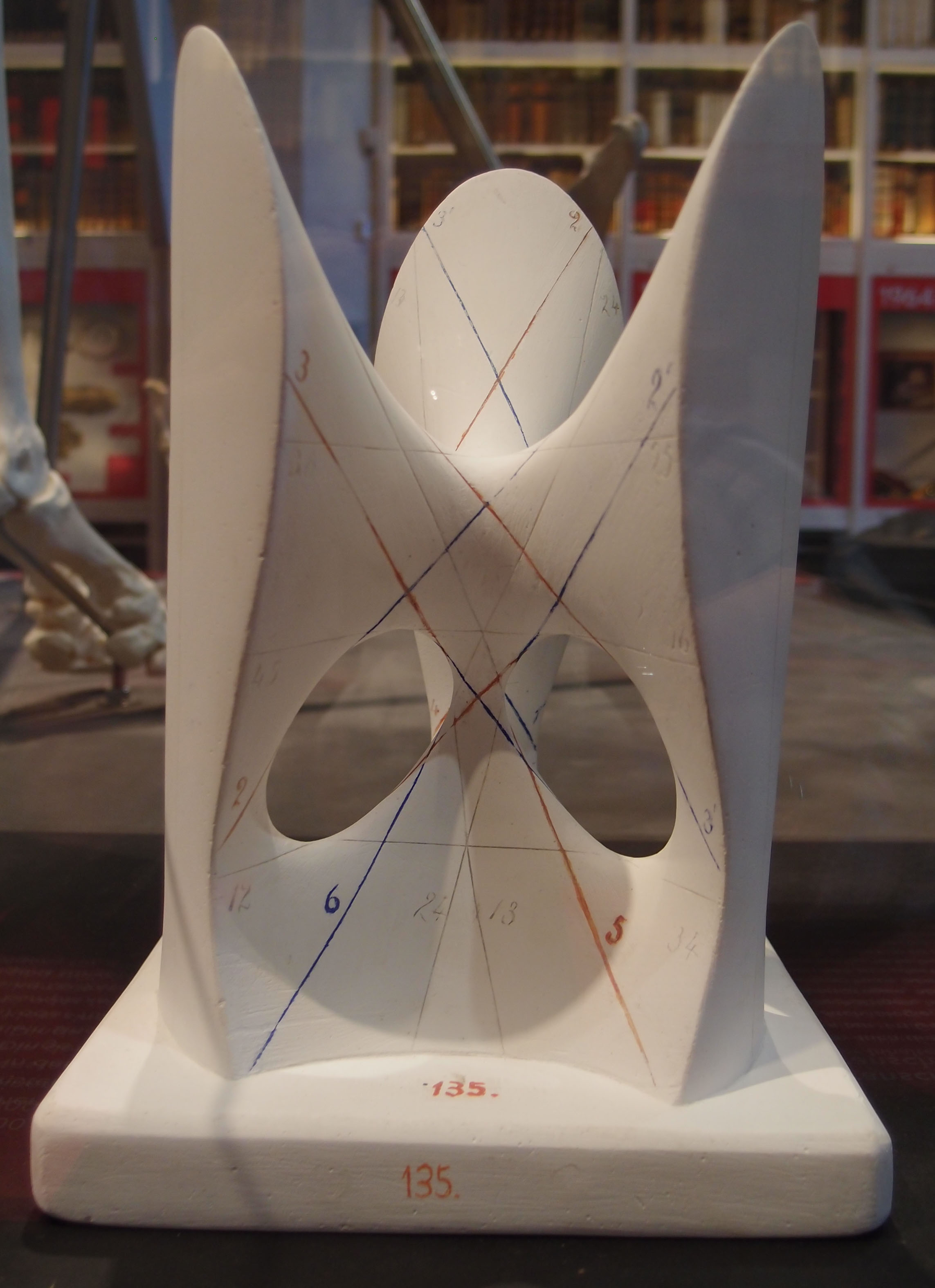
Un modèle de la surface de Clebsch montrant ses 27 droites réelles.

L'anneau de Chow précédent peut être utilisé pour calculer le nombre de droites sur une  surface cubique. Une droite de {\displaystyle \mathbb {P} ^{3}} correspond à un 2-plan de {\displaystyle \mathbb {A} ^{4}}, et donc {\displaystyle \mathbb {G} (1,3)\cong G(2,4)}. L'équation d'une droite peut être vue comme une section de {\displaystyle \Gamma (\mathbb {G} (1,3),T^{*})}. Comme une surface cubique {\displaystyle X} est représentée par un polynôme homogène de degré 3 (générique), cela correspond à une section générique de {\displaystyle s\in \Gamma (\mathbb {G} (1,3),{\text{Sym}}^{3}(T^{*}))}. Ainsi, une droite {\displaystyle L\subset \mathbb {P} ^{3}} est une sous-variété de {\displaystyle X} si et seulement si la section s'annule sur {\displaystyle [L]\in \mathbb {G} (1,3)}. On peut donc intégrer la classe d'Euler de {\displaystyle {\text{Sym}}^{3}(T^{*})} sur {\displaystyle \mathbb {G} (1,3)} pour obtenir le nombre de points où la section générique s'annule sur {\displaystyle \mathbb {G} (1,3)}. Pour déterminer la classe d'Euler, on doit calculer la classe de Chern totale de {\displaystyle T^{*}} ; elle est donnée par {\displaystyle c(T^{*})=1+\sigma _{1}+\sigma _{1,1}}. La factorisation usuelle (en) {\displaystyle c(T^{*})=(1+\alpha )(1+\beta )=1+\alpha +\beta +\alpha \cdot \beta }, où {\displaystyle c({\mathcal {L}})=1+\alpha } et {\displaystyle c({\mathcal {M}})=1+\beta } sont les classes des fibrés en droites {\displaystyle {\mathcal {L}}} et {\displaystyle {\mathcal {M}}}, donne les relations {\displaystyle \sigma _{1}=\alpha +\beta } et  {\displaystyle \sigma _{1,1}=\alpha \cdot \beta }.

Comme {\displaystyle {\text{Sym}}^{3}(T^{*})} peut être vu comme somme directe de fibrés formels {\displaystyle {\text{Sym}}^{3}(T^{*})={\mathcal {L}}^{\otimes 3}\oplus ({\mathcal {L}}^{\otimes 2}\otimes {\mathcal {M}})\oplus ({\mathcal {L}}\otimes {\mathcal {M}}^{\otimes 2})\oplus {\mathcal {M}}^{\otimes 3}}, ayant pour classe de Chern totale {\displaystyle c({\text{Sym}}^{3}(T^{*}))=(1+3\alpha )(1+2\alpha +\beta )(1+\alpha +2\beta )(1+3\beta )}, on a
{\displaystyle {\begin{aligned}c_{4}({\text{Sym}}^{3}(T^{*}))&=3\alpha (2\alpha +\beta )(\alpha +2\beta )3\beta \\&=9\alpha \beta (2(\alpha +\beta )^{2}+\alpha \beta )\\&=9\sigma _{1,1}(2\sigma _{1}^{2}+\sigma _{1,1})\\&=27\sigma _{2,2}\end{aligned}}}
(en utilisant {\displaystyle \sigma _{1,1}\cdot \sigma _{1}^{2}=\sigma _{2,1}\sigma _{1}=\sigma _{2,2}} et {\displaystyle \sigma _{1,1}\cdot \sigma _{1,1}=\sigma _{2,2}}).
L'intégrale est donc{\displaystyle \int _{\mathbb {G} (1,3)}27\sigma _{2,2}=27}, puisque {\displaystyle \sigma _{2,2}} est la classe la plus haute. Ceci démontre qu'il y a {\displaystyle 27} droites (dans l'espace projectif complexe) sur une surface cubique générale (sans singularités).